# BRDM-2
El BRDM-2 (en ruso: Боевая Разведывательная Дозорная Машина, romanizado: Boyevaya Razvedyvatelnaya Dozornaya Mashina, lit. 'vehículo de exploración') es un automóvil blindado militar y un vehículo de reconocimiento blindado fabricado en la Unión Soviética. Este vehículo se ha exportado ampliamente y está en uso en al menos 45 países. Debía sustituir al anterior BRDM-1, con mejores capacidades y armamento.
Tiene una tripulación de cuatro miembros: conductor, asistente, comandante y artillero. El armamento es el mismo que el blindado de transporte de tropas BTR-60, una ametralladora pesada KPV de 14,5 mm, con una ametralladora PKT de 7,62 mm como arma secundaria. El blindaje protege totalmente al vehículo contra el fuego de armas ligeras y metralla de artillería.

## Características
Tiene dos pares de ruedas auxiliares impulsadas por cadenas bajo la panza que le ayudan a cruzar trincheras y un sistema centralizado de regulación de la presión de los neumáticos para aumentar de movilidad. También puede lanzar un chorro de agua para la propulsión sobre el agua.
Externamente, se diferencia de la BRDM-1 debido a su mayor tamaño. Sin embargo, la tripulación está ahora más hacia adelante y el motor está en la parte trasera. En el modelo básico tiene una pequeña torreta cónica sobre el casco en una posición central. Tiene dos escotillas frontales.
El BRDM-2 tiene un motor de gasolina que también suministra energía a un chorro de agua para su movimiento anfibio.El motor es mayor que el del BRDM-1 (140 CV en forma V-8 en vez de un 90 CV de 6 cilindros).
El BRDM-2 tiene un proyector infrarrojo y luces de conducción, así como un sistema de filtro ABC.

## Capacidades
Al igual que el BRDM-1, el BRDM-2 existe en varias versiones. Los cuatro primeros de estos tienen las mismas funciones que su antecesor, el BRDM-1.

## Variantes
El vehículo de exploración básico BRDM-2 se distingue por su torreta, que es la misma montada en el BTR-60PB. La torreta cónica, que monta dos ametralladoras (14,5 mm y 7,62 mm), no es habitual en el sentido de que no tiene escotilla en el techo. Este modelo lleva una tripulación de cuatro miembros: el comandante, el artillero, el conductor, y los cargadores de ametralladora. También dispone de un sistema de navegación que la tierra da a coordinar las lecturas.
BRDM-2RJ: vehículo para la exploración radiológica-química, con sensores de alerta de zonas contaminadas. Su principal armamento es la ametralladora PKT de 7,62 mm en lugar de la KPVT de 14,5 mm. Usados a nivel de regimiento de defensa química y en el pelotón de las divisiones de defensa química. También existía el BRDM-2RJB, para la exploración radiológica, química y biológica.
RDM-2U: vehículo de mando. No tiene torreta, pero lleva una radio adicional, y más antenas, pudiéndose usarse esta versión como un vehículo de mando y control. Usado a nivel de batallón de reconocimiento, así como en unidades de artillería.

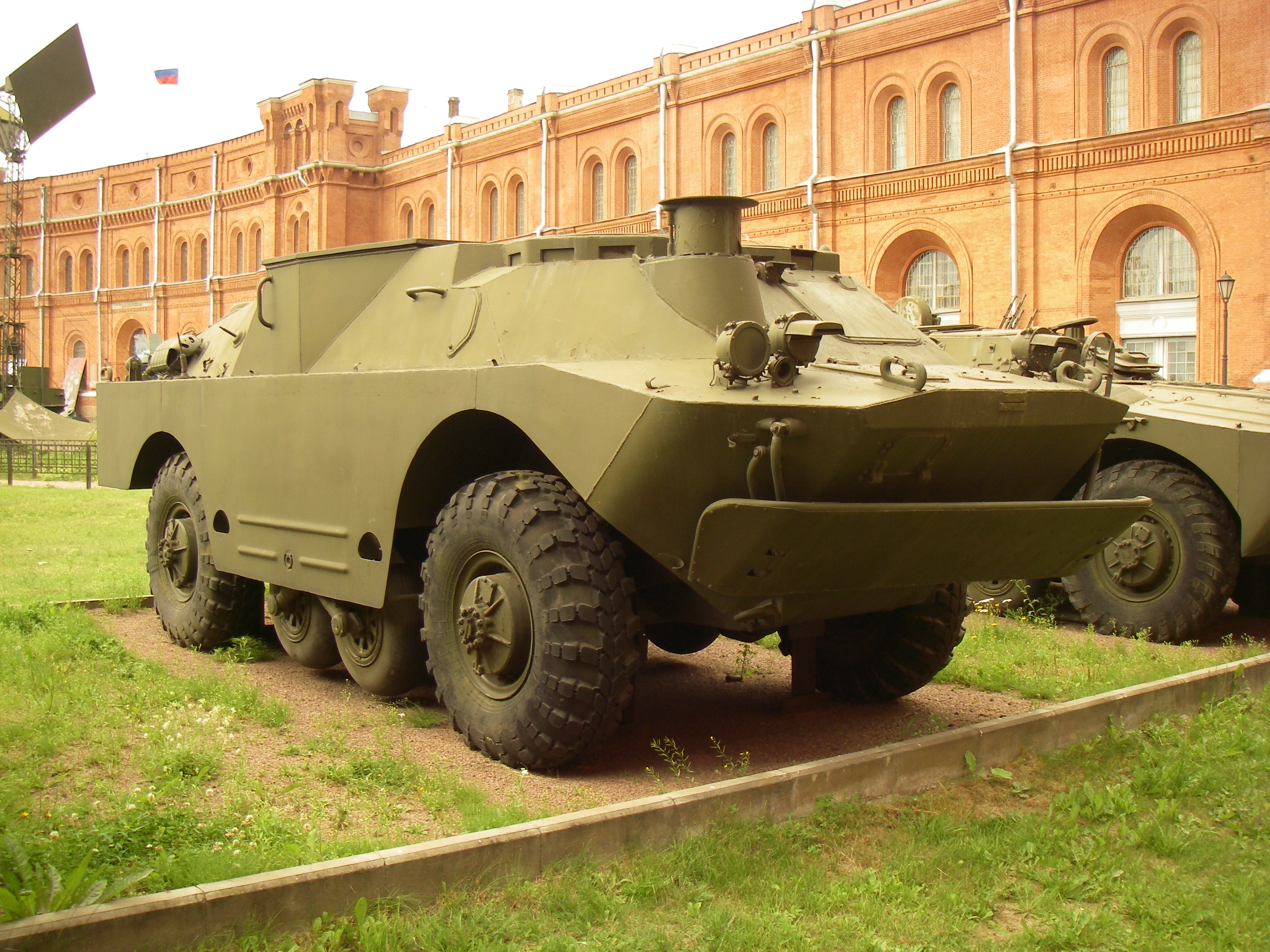
9P122 «Malyutka» en el Museo de Artillería de San Petersburgo.

BRDM-2 ATGM: vehículo lanzador de misiles antitanque (a veces llamado el BRDM-3). Puede montar el AT-2 Swatter, AT-3 Sagger, o AT-5 Spandrel. El lanzador del AT-5 también puede disparar misiles AT-4 Spigot. El lanzador STGM sustituye a la torreta. Este modelo se encuentra en las divisiones y regimientos antitanque unidades del MRD, en regimientos antitanque de armas combinadas de los ejércitos (CAA), y, en el regimiento antitanque o en la brigada de artillería de la división de un frente.
El SA-9 Gaskin usa una variante en el chasis del BRDM-2. El sistema de lanzamiento SAM con cuatro lanzadores sustituye a la torreta armada con ametralladora en la parte superior del vehículo; es capaz de girar 360 grados y la escasez de altitud. Esta versión tiene una tripulación de tres miembros que consta del comandante, conductor y artillero.
En Polonia las versiones del BRDM-2 han sido equipadas con un mejor motor y ametralladoras de 12,7 mm, en lugar de las de  14,5 mm; se habían retirado sus ruedas retráctiles, y se había añadido una puerta lateral izquierda. El original BRDM-1 (también conocido como el BTR-40P) fue visto por Occidente por primera vez en 1959. El BRDM-2 (también conocido como el BTR-40PB) fue visto por primera vez por Occidente en 1966, y se extendió rápidamente por los ejércitos del Pacto de Varsovia. El BRDM-2 es a veces confundido con el anfibio húngaro FUG (OT-65) y el FUG-70. El BTR-60PB sustituyó al BRDM-2 en los batallones de exploración.

## Historia en combate

### Guerra Ruso-ucraniana
- Invasión rusa de Ucrania de 2022[3]

## Usuarios

### Actuales
Este listado estima los ejemplares supervivientes y en servicio operativo actualmente:
- Afganistán :250

- Angola :50
- Argelia :75

- Armenia :25

- Autoridad Palestina:40

- Benín :14

- Bielorrusia :500

- Bosnia y Herzegovina :15

- Bulgaria :58

- Burundi :30

- Camboya :15

- Cabo Verde :10

- Croacia :7

- Cuba:100[4]

- Egipto :300

- Eritrea :6

- Eslovaquia :129

- Eslovenia :16

- Estados Unidos :Adquiridos desde Moldavia y Ucrania para el entrenamiento en las operaciones OPFOR, se equiparon con radios y motores occidentales

- Estonia :7

- Etiopía :5

- Guinea :25

- Guinea-Bisáu :10

- Guinea Ecuatorial :6

- Hungría :140

- India :110

- Indonesia :14

- Irak :400 (algunos perdidos en la Guerra Irán-Irak).

- Irán :180 (capturados en la Guerra Irán-Irak).

- Israel :50

- Kazajistán :140

- Kirguistán :34

- Letonia :2

- Libia :250

- Lituania :11

- Madagascar :35

- Mali :20

- Mauritania :5

- Marruecos :50

- Mongolia :120

- Mozambique :30

- Namibia :5

- Nicaragua :20

- Papúa Nueva Guinea :20

- Perú :32[5]

- Polonia :510

- República Árabe Saharaui Democrática :15 obtenidos desde Argelia (variantes altamente modificadas del modelo antitanque 9P31M SAM).[6]

- República Centroafricana :4

- República Checa :10

- República del Congo :25

- Macedonia del Norte :10

- Rumania :121

- Rusia :1900

- Serbia :86

- Seychelles :6

- Siria :700

- Somalia :5 (según reportes capturados otros 20).[6]

- Sudán :60

- Tanzania :40

- Turkmenistán :14

- Ucrania :1000

- Uzbekistán :35

- Vietnam :100

- Yemen :80

- Zambia :88

### Anteriores
- Unión Soviética

Tras su desintegración pasaron a sus estados sucesores.
- Albania

30 unidades, todas retiradas del servicio activo.
- República Democrática Alemana

En la reunificación, pasaron al Ejército alemán; que luego los utilizó como blancos de entrenamiento, piezas de museo y luego la gran mayoría de estos se vendieron y/o se desmantelaron.
- Alemania

Provenientes del antiguo ejército de la Alemania oriental, el NVA, se traspasaron al Ejército reunificado alemán y la gran mayoría de estos acabaron siendo vendidos y/o desmantelados.
- Checoslovaquia

Tras su disolución, pasaron a sus estados sucesores.
- Granada

2 unidades entre 1981-1982, devueltas a la Unión Soviética.
- Líbano

Provistos desde Israel, provenientes de capturas hechas al arsenal sirio.
- Yugoslavia

Tras su violenta desintegración pasaron en el transcurso de las acciones bélicas a sus estados sucesores.

### Vehículos similares
- LOV APC
- TABC-79
- M1117
- Véhicule de l'Avant Blindé
- Bravia Chaimite
- Komatsu LAV